# メリッサ (コンピュータウイルス)
Melissa（メリッサ）は電子メールを大量送信するマクロウイルスである。それはスタンドアロンプログラムではないため、ワームには分類されない。

## デイヴィッド・L・スミス
Melissaは、1999年3月26日ごろにニュージャージー州アバディーン郡区のデイヴィッド・L・スミスによって放たれた(このウイルスそれ自体はKwyjiboに帰属し、この人物はマクロウイルス作者のVicodinES及びALT-F11が作成したMicrosoft Word文書のUUIDと一致した。この手がかりはウイルスからスミスを追跡する際にも使用された)。1999年12月10日にスミスは罪を認め、10年の保護観察、20ヶ月の労働奉仕、5000ドルの罰金が言い渡されていた。逮捕はFBI、ニュージャージー州警察、モンマスインターネットおよび一人のスウェーデン人コンピュータ科学者の捜査協力により行われ、デイヴィッド・L・スミスは営利企業・政府機関のパソコンとネットワークを破壊して8000万$以上の損害を与えたとして告訴された。